# Väinö Huhtala
Väinö Veikko Sakari Huhtala (Siikajoki, 24 dicembre 1935 – 18 giugno 2016) è stato un fondista e canottiere finlandese.
Ha gareggiato principalmente nello sci nordico, lo sport nel quale ha colto i maggiori successi con diverse medaglie olimpiche e iridate; al canottaggio a livello agonistico, attività comunque secondaria rispetto a quella sciistica, si è dedicato dalla metà degli anni cinquanta, vincendo tre titoli nazionali.
È fratello di Eino, a sua volta fondista di alto livello.

## Biografia

### Carriera sciistica
Debuttò in campo internazionale agli VIII Giochi olimpici invernali di Squaw Valley 1960, vincendo l'oro nella staffetta; nello stesso anno salì sul gradino più alto del podio, sempre con la staffetta, anche al Trofeo di Falun e ai Campionati nazionali. L'anno seguente vinse ancora due titoli finlandesi (15 km e staffetta), mentre nel 1962 fu argento nella staffetta ai Mondiali di Zakopane e nuovamente oro sui 15 km ai Campionati nazionali. Nel 1963 e nel 1964 Huhtala arricchì il suo palmarès con altri due titoli nazionali, mentre ai IX Giochi olimpici invernali di Innsbruck 1964 chiuse la carriera vincendo l'argento nella staffetta.

### Carriera nel canottaggio
Huhtala partecipò più volte ai Campionati finlandesi di canottaggio nella specialità quattro senza pesi leggeri; tra il 1957 e il 1960 vinse tre titoli.

## Palmarès

### Sci di fondo

#### Olimpiadi
- 2 medaglie, valide anche ai fini iridati:
  - 1 oro (staffetta a Squaw Valley 1960)
  - 1 argento (staffetta a Innsbruck 1964)

#### Mondiali
- 1 medaglia, oltre a quelle conquistate in sede olimpica e valide anche ai fini iridati:
  - 1 argento (staffetta a Zakopane 1962)

#### Campionati finlandesi
- 6 ori (staffetta nel 1960; 15 km, staffetta nel 1960; 15 km nel 1962; staffetta nel 1963; staffetta nel 1964)

### Canottaggio

#### Campionati finlandesi
- 3 ori (quattro senza pesi leggeri nel 1957; quattro senza pesi leggeri nel 1958; quattro senza pesi leggeri nel 1960)